# Unidad Móvil Met
La Unidad Móvi Met (acrónimo en inglés: MMU) es una parte del "Servicio Met Office" del Reino Unido que provee soporte meteorológico y ambiental para elementos desplegados de las Fuerzas Armadas del Reino Unido, en orden a mejorar la efectividad de las operaciones nacionales o de contingencia combinada. Principalmente, pero no exclusivamente, apunta a la aviación como objetivo, y también sus bases y rutas aéreas. 
Todo su personal es empleado por la Met Office y son reservistas de la RAF, la Unidad pasó a ser una Reserva Profesional en las Fuerzas Armadas del RU en el otoño de 2000, incorporando una política de hacer mayor uso de facilidades del sector civil, aunque todos sus miembros permanecen en función militar, y ya en el teatro de operaciones, asumiendo los mismos riesgos que cualquier otro miembro de las fuerzas armadas de Su Majestad.
Actualmente se acantona en la base de RAF Scampton, con un personal de 13 empleados full time, y otros 55 del personal sobre la base de varias Met Offices a través del RU y de Europa. Esos miembros part-time de la MMU son personal de Met Office con funciones de pronosticadores, observadores e ingenieros, y se despliegan como personal de la Reserva de la RAF en operaciones y en ejercicio de funciones.
Cuando se despliegan, la MMU puede rápidamente establecerse como 'temporaria Met Office', usando pantallas portables del tiempo. La Unidad está actualmente desplegada en Medio Oriente y en Afganistán. El personal desarrolla ejercicios a través del año; en 2006, se realizaron 24 ejercicios, un año típico para la MMU; así como la contribución del RU a la Fuerza Internacional de Asistencia para la Seguridad de LA OTAN hizo expandirse durante estos años, llevando la Unidad a Afganistán.
La MMU contribuye a la seguridad y efectividad de las operaciones aéreas en teatros desplegados, particularmente en áreas que experimentan condiciones ambientales extremas. Por esta razón, la pequeña pero vital rol de ACSU se llena con la MMU continuando su capacidad expedicionaria de los componentes aéreos del RU.

## NotAs
1. ↑  Parte de prensa de Met Office
2. ↑  House of Commons Select Committee Q286

- Datos: Q9091431